# 莱斯莫
莱斯莫（義大利語：Lesmo），是意大利蒙萨和布里安萨省的一个市镇。总面积5.15平方公里，人口7874人，人口密度1528.9人/平方公里（2009年）。ISTAT代码为015120。